# 歩兵第419連隊
歩兵第419連隊（ほへいだい419れんたい、歩兵第四百十九聯隊）は、大日本帝国陸軍の連隊の一つ。

## 沿革
太平洋戦争末期の1945年（昭和20年）4月1日に第一次兵備により、本土決戦に備え新設された第145師団の歩兵連隊の一つとして山口で編制された。兵力補充は広島師管区・中国軍管区の歩兵第3補充隊が担任した。5月5日に軍旗を拝受。連隊は岡垣町内浦から福津市勝浦東側高地までの線や地島防衛のために、歩兵第419連隊、師団速射砲大隊1中隊、迫撃砲第27大隊2中隊、噴進砲大隊1中隊、下関重砲兵連隊1小隊からなる左地区隊が編制され、隊長には森本誠四郎連隊長が就いた。地区隊主力は岡垣町内浦から福津市勝浦東側高地を前線とする主陣地を構築し、敵来襲の際には水際での撃滅を企図した。地島防衛には歩兵約1中隊が当たり、敵上陸及び敵による基地利用の妨害を企図し、情報収集や師団主力の海上攻勢の拠点としての役割も担った。さらに田島村から池野村に南北に通る主要道路に障害物を設置し、敵機甲部隊の赤間から東郷方面への侵攻阻止に任じた。配備砲兵は北方海域に来襲する敵艦艇の破摧を企図した。
終戦時は福岡県東郷に位置し、9月24日に復員が完結した。

## 歴代連隊長
| 代 | 氏名       | 在任期間   | 備考     |
| -- | ---------- | ---------- | -------- |
| 1  | 森本誠四郎 | 1945.4.2 - | 陸士25期 |